# Габриеле Мария Висконти
Габриеле Мария Висконти (итал. Gabriele Maria Visconti; ок. 1385 — 15 декабря 1408, Генуя) — синьор Пизы, Кремы и Сарцаны.

## Биография
Внебрачный сын миланского герцога Джангалеаццо Висконти и Аньезе Мантегацци (ум. 13.08.1405).
Предположительно, родился в Милане в середине 1380-х годов. Легитимирован императором Вацлавом Люксембургским в 1395 году. Отец намеревался женить его на Аньезе, дочери  Бернабо Висконти, или Джильоле, дочери Франческо Новелло да Каррары, но эти планы не осуществились.
Ко времени смерти Джангалеаццо в 1402 году его законные дети были еще несовершеннолетними, и управление Миланом принял Регентский совет во главе с Катериной Висконти и канцлером Франческо Барбаварой. Габриеле Мария по завещанию отца получил города Пизу (перешедшую под власть Джангалеаццо в 1398 году) и Крему, и присягнул своему брату Джованни Марии.
Крема фактически вернулась под власть своих прежних правителей Бенцони уже в 1403 году, а миланский контроль над Пизой был более прочным, поскольку ее жители боялись стать жертвами флорентийской экспансии. В сентябре 1402 — мае 1403 года городом управляли представители миланского герцога, а 9 мая 1403 Джованни Мария передал Пизу  брату и осенью того же года Габриеле в сопровождении своей матери прибыл, чтобы вступить во владение.
Положение в Пизе, потерявшей в 1390-е годы часть территорий, было тяжелым; флорентийцы, пользуясь ослаблением Милана, пытались овладеть ею и в начале 1404 года послали под стены Пизы вооруженный отряд. 15 апреля 1404 Габриеле Мария заключил договор с французским губернатором Генуи маршалом Бусико, встав под покровительство Франции и предоставив для размещения французского гарнизона Ливорно.
Под давлением французов флорентийцы заключили с Пизой перемирие, но попыток овладеть городом не оставили, начав переговоры о ее покупке и с Бусико, и с Габриеле Марией. Узнав об этом, пизанцы восстали и 20 июля 1405 изгнали Висконти и его мать, которые бежали к французам. 1 августа 1405 Бусико высадился в Ливорно, после чего вступил в вооруженный конфликт с Флоренцией. Не видя возможности сохранить Пизу, Габриеле Мария 27 августа продал ее флорентийцам за 80 000 флоринов.
После этого Пиза стала предметом франко-флорентийского конфликта, а Габриеле Мария, вероятно, уехал к брату, назначившему его генерал-губернатором герцогства. Сарцана, лишившись миланской защиты, перешла под власть Генуи. Габриеле Мария был союзником Фачино Кане, после поражения в битве при Бенаско в начале 1407 года укрылся в крепости Порта-Джовиа, сдавшейся 31 октября. Висконти отправился в изгнание в Пьемонт. Его последние владения, Сарцана и Валь-ди-Магра, восстали, решив перейти под власть Генуи. Габриеле Мария договорился об их продаже Флоренции, но получил только часть суммы и отправился просить помощи к Бусико в Геную.
Печальный конец Габриеле Марии был описан генуэзским архиепископом Пилео де Марини в послании Карлу VI наряду с прочими злодеяниями, совершенными маршалом Бусико. 16 ноября 1408 Висконти был заключен в тюрьму по обвинению в заговоре против Генуи и французских властей, под пыткой во всем признался и 15 декабря был обезглавлен на городской площади. Почти все современники сходятся в том, что французский губернатор расправился с Висконти, чтобы завладеть деньгами, которые тот получил за продажу Пизы.
У Габриеле Марии был внебрачный сын:
- Якопо (ок. 1405 — после 1446), легитимирован своим дядей Филиппо Марией, герцогом Миланским в 1429 году, синьор Тортоны и Валенцы (1429). Жена: Катерина Росси, дочь Пьетро Марии Росси, графа ди Сан-Секондо, и Джованны Кавалькабо